# Tipsport Hockey Cup
Tipsport Hockey Cup byl český hokejový turnaj konající se v jednou ročně v rámci letní přípravy na sezonu. První ročník se odehrál v roce 2000 tehdy ještě jako Zepter Hockey Cup. Druhý ročník už byl pod názvem Tipsport Hockey Cup. Soutěž se hrála až do roku 2003, poté se Tipsport stal hlavním partnerem Extraligy a o letní pohár ztratil zájem. Turnaj se tak po tři roky nehrál a další ročník se hrál až v roce 2007 se stejným názvem i partnerem. 

## Jednotlivé ročníky
| Rok          | Domácí                      | Výsledek finále                | Host                    |
| ------------ | --------------------------- | ------------------------------ | ----------------------- |
| 2000 Detaily | HC IPB Pojišťovna Pardubice | 1 : 2 (0:0,1:2,0:0)            | HC České Budějovice     |
| 2001 Detaily | HC Vítkovice                | 2 : 5 (1:0,1:2,0:3)            | HC Sparta Praha         |
| 2002 Detaily | HC Chemopetrol Litvínov     | 3 : 2 PP (0:1,2:0,0:1,1:0)     | HC JME Znojemští Orli   |
| 2003 Detaily | HC JME Znojemští Orli       | 2 : 1 (1:0,1:1,0:0)            | HC Sparta Praha         |
| 2007 Detaily | HC Moeller Pardubice        | 3 : 2 SN (1:0,0:1,1:1,0:0)     | HC Energie Karlovy Vary |
| 2008 Detaily | HC Znojemští Orli           | 4 : 5 (2:1,2:1,0:3)            | HC Kometa Brno          |
| 2009 Detaily | HC Sparta Praha             | 2 : 1 (1:0,0:0,1:1)            | PSG Zlín                |
| 2010 Detaily | HC Plzeň 1929               | 3 : 2 PP (0:0, 0:1, 2:1 - 1:0) | Orli Znojmo             |
| 2020 Detaily | HC Dynamo Pardubice         | 3 : 6 (0:3, 3:3)               | HC Oceláři Třinec       |

## Počet titulů Tipsport Hockey Cupu
| Počet titulů | Klub                    | Sezóny     |
| ------------ | ----------------------- | ---------- |
| 2 tituly     | HC Sparta Praha         | 2001, 2009 |
| 1 titul      | HC České Budějovice     | 2000       |
| 1 titul      | HC Moeller Pardubice    | 2007       |
| 1 titul      | HC Chemopetrol Litvínov | 2002       |
| 1 titul      | HC JME Znojemští Orli   | 2003       |
| 1 titul      | HC Kometa Brno          | 2008       |
| 1 titul      | HC Plzeň 1929           | 2010       |
| 1 titul      | HC Oceláři Třinec       | 2020       |